# Lido (basen kąpielowy)

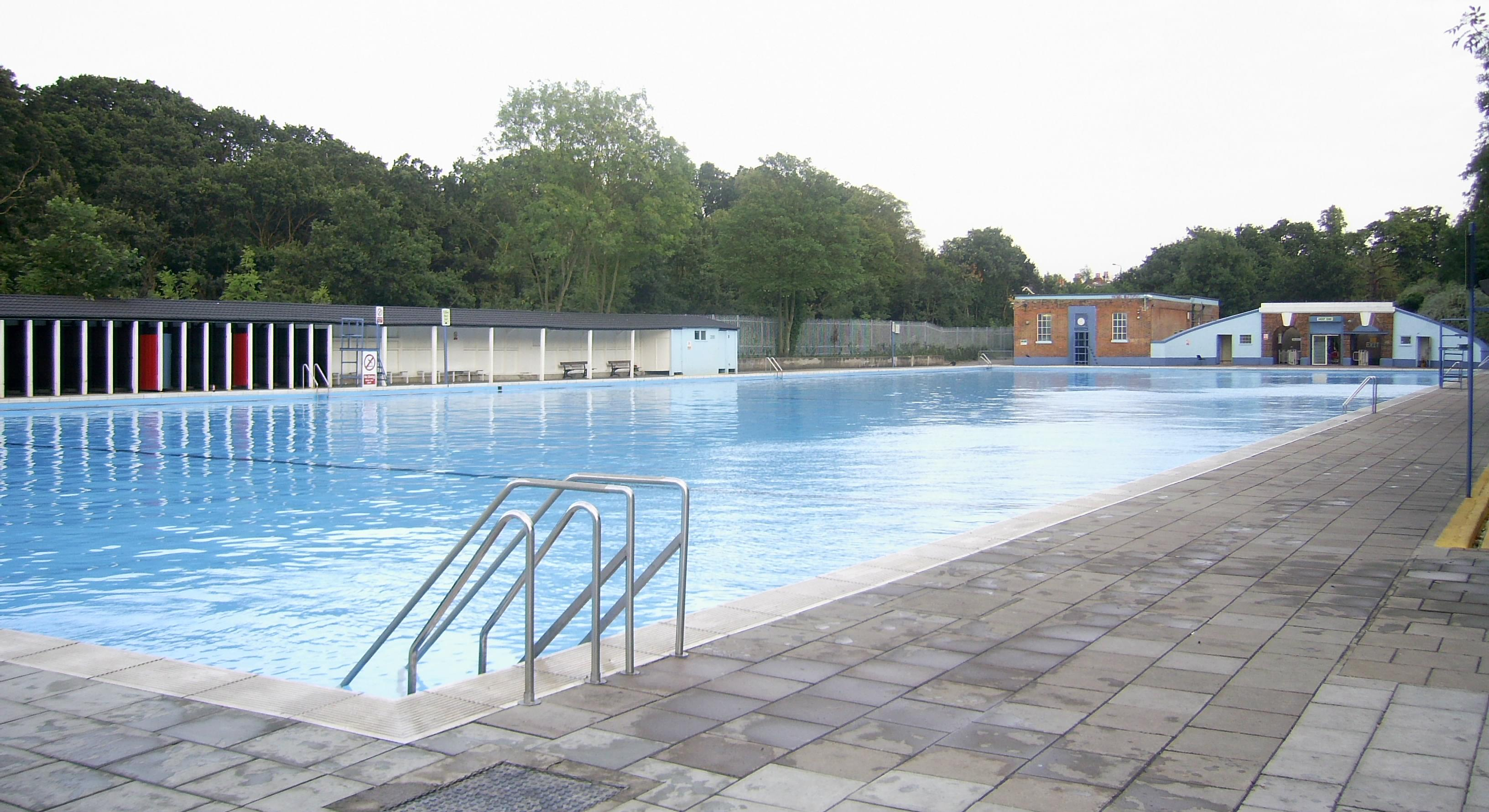
Tooting Bec Lido w Londynie

Lido – otwarte baseny kąpielowe wraz z otaczającym je terenem. Określenie stosowane jest głównie w Wielkiej Brytanii. W niektórych przypadkach określenia lido używa się również do nazwania kąpielisk urządzonych na morskiej plaży. 
Szczególnie wiele, bo około 100 takich obiektów wybudowano w Wielkiej Brytanii w latach 30. XX wieku. Tylko część z nich nadaje się jeszcze do użytku, z czego większość zostało odbudowanych i ponownie uruchomionych.